# Diego de la Jara y Torpa
Diego de la Jara y Torpa fue un militar español de fines del siglo XV, nacido en Badajoz. Tomó parte en la guerra de Granada y en las de Italia y fue uno de los que acompañaron a Cristóbal Colón en su primer viaje, siendo asesinado por los indios con otros tres compañeros suyos al desembarcar en la isla Española.